# برونلسکی ۶۰۵۵
سیارک ۶۰۵۵ (به انگلیسی: 6055 Brunelleschi، نامگذاری:2158T-3) شش هزار و پنجاه و پنجمین سیارک کشف شده‌است که در ۱۶ اکتبر ۱۹۷۷ کشف شد.
قدر مطلق سیارک برابر ۱۴٫۹۰ است.